# 闻一多故居
36°04′3.3″N 120°19′58.5″E / 36.067583°N 120.332917°E
闻一多故居又称“一多楼”，位于中国山东省青岛市市南区鱼山路5号中国海洋大学鱼山校区内，为诗人、学者闻一多在国立青岛大学（1932年改称国立山东大学）任教时的故居，现为山东省文物保护单位。

## 历史

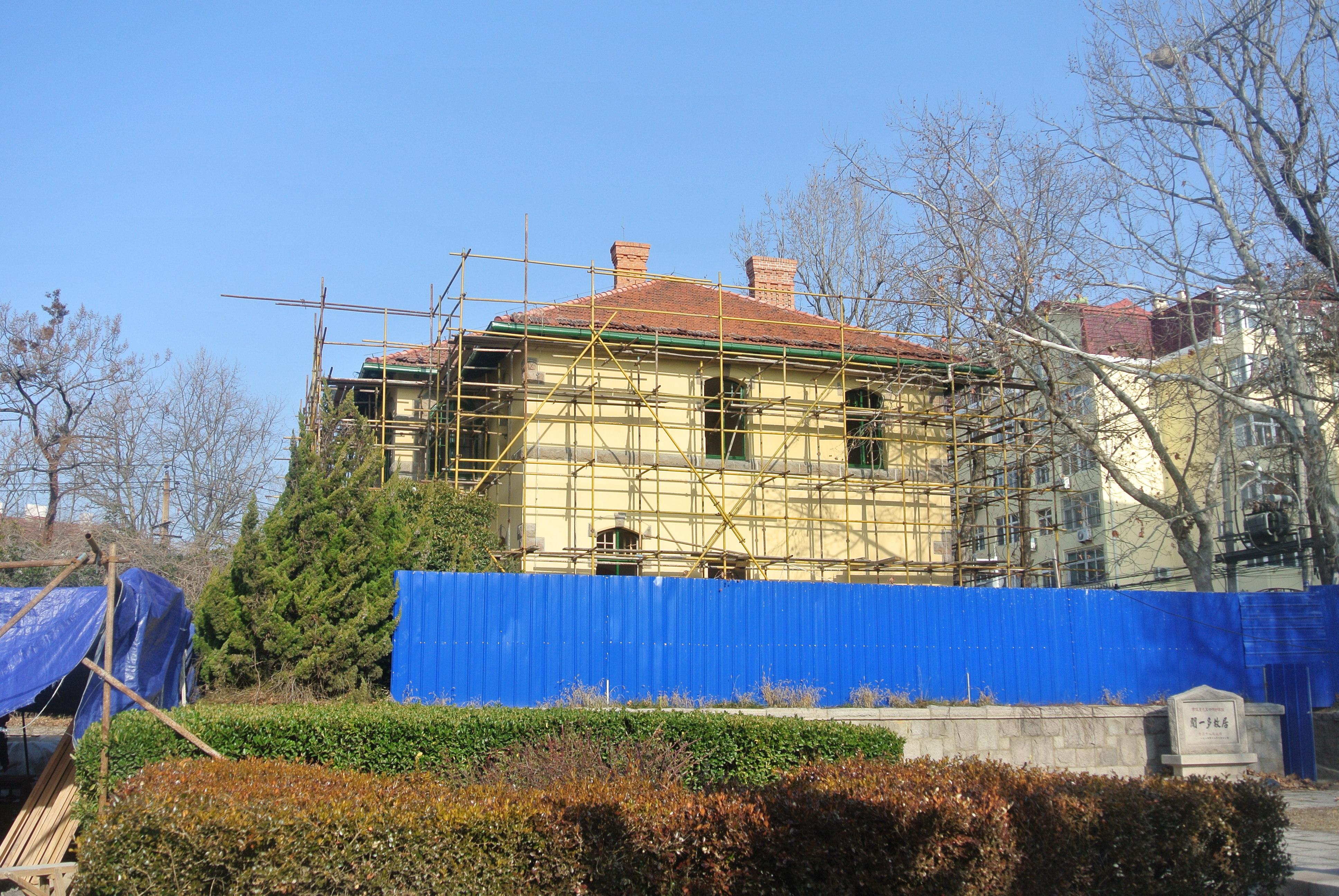
整修中的闻一多故居，2019年12月

闻一多故居原为俾斯麦兵营的附属建筑，约建于1906-1909年间，与IV号营房（现海大鱼山校区地质馆）为同一批次建造，最初为军官公寓。1924年私立青岛大学在俾斯麦兵营旧址建校后，该楼改为大学校舍，国立青岛大学成立后该楼称为“第八校舍”。
1930年，国立青岛大学校长杨振声邀请闻一多与梁实秋赴青岛任教，二人事先赴青岛实地考察，居住在中国旅行社青岛分社招待所（今安徽路14号），并决定应聘。1930年8月，闻一多就任国立青岛大学文学院院长兼中文系主任，最初居住在登州路，但因房间光线欠佳而迁居至一座海滨别墅（今文登路2号）。1931年，闻一多将妻儿送回原籍，迁居至国立青大第八校舍二楼。闻一多在国立青大讲授名著选读、文学史、唐诗、英国诗歌等课程，并在教课之余研究唐诗、诗经，在武汉大学《文哲季刊》发表了《杜少陵年谱会笺》，撰写了《说杜丛抄》、《诗经新义》、《离骚解诂》等著作，并创作了现代诗《奇迹》、《凭借》。1932年夏，闻一多受学潮影响，辞职离开青岛，回到母校清华大学任职。
与此同时，数学家黄际遇于1930年9月至1932年7月任国立青大理学院院长兼数学系主任、1932年7月至1936年2月任国立山大文理学院院长兼数学系主任（1935年起不再兼任数学系主任）时居住在该楼一楼。与闻一多同在国立青大中文系任教的古典文学专家游国恩亦曾居住在该楼一楼。
1950年，山东大学将该楼命名为“一多楼”以纪念闻一多。1984年，山东海洋学院（即后来的中国海洋大学）整修该楼，将二楼辟为“闻一多旧居展室”，并在楼前设立闻一多雕像，刻有其学生臧克家所撰碑文。1985年1月25日（文保标志碑写作1984年12月14日），该建筑列入第三批青岛市文物保护单位。2000年列入第一批青岛市历史优秀建筑名单。2019年5月起，青岛市文物局组织对该建筑进行整修。2022年1月14日，该建筑列入第六批山东省文物保护单位。

## 建筑特色
闻一多故居位于大学路红岛路路口南侧、海大鱼山路校区红岛路校门（门牌号为红岛路8号）西北侧，邻近海大学术交流中心。该建筑占地面积214平方米，建筑面积607平方米，砖石结构，地上2层，四坡屋顶，附半地下室和阁楼，具有南欧建筑风格。

## 图集
- 俾斯麦兵营附属建筑，左侧后来为国立山东大学教职员宿舍，即闻一多故居
- 自俾斯麦兵营东北侧山坡远眺兵营，右侧二层楼为后来的闻一多故居，左侧近处为马厩
- 闻一多故居
- 闻一多故居南侧
- 闻一多故居文保单位标志碑